# Амалицкая, Анна Петровна
Анна Петровна Амали́цкая (урожд. Курдюмова, 25 ноября [7 декабря] 1868, Павловск, Санкт-Петербургская губерния — 23 апреля 1939, Ленинград) — русский и советский учёный-геолог, палеонтолог и музейный работник.

## Биография
Родилась 25 ноября (7 декабря) 1868 года в городе Павловске Санкт-Петербургской губернии (ныне в черте Санкт-Петербурга) в семье генерала П. А. Курдюмова.
По другим данным родилась в 1861 году
Училась в частной женской гимназии Лосьевой-Тедда и рисовальной школе Общества поощрения художеств. В 1888 году поступила на Бестужевские курсы, но оставила учёбу вследствие замужества.
В 1890 году вышла замуж за геолога В. П. Амалицкого, вскоре назначенного экстраординарным профессором Варшавского университета. Стала секретарём и помощником мужа, при этом по оценке А. Г. и Е. А. Сенниковых, «таланты, энергия и устремления супругов гармонично, взаимодополняюще объединились, и все дальнейшие открытия и достижения с полным правом следует считать плодами их совместных усилий».
В 1895—13 гг. (с перерывом на 1905—08 гг.) вместе с мужем участвовала в экспедициях по северу России (берегам Северной Двины), посвящённых поиску отложений верхнепермского периода, часть обнаруженных остатков флоры и фауны принадлежит ей. Кроме того, Амалицкая делала зарисовки, этикетировала и упаковывала образцы.
В ходе научной обработки и исследования палеонтологической коллекции, собранной на Северной Двине, её помощь мужу заключалась в фотографировании и рисовании экспонатов, подборе иностранной литературы, переводе работ Амалицкого для публикации в зарубежных журналах.
В 1914 году с началом Первой мировой войны северодвинскую коллекцию пришлось перевезти из Варшавы в Москву (это была одна из немногих коллекций, которую успели эвакуировать из имп. Варшавского университета), затем — в Нижний Новгород.
В 1917 г. В. П. Амалицкий скончался, и Анна Петровна устроилась в Кисловодскую окружную аптеке. В 1920 г. переехала в Ростов-на-Дону, где работала при Геологическом кабинете Донского университета и в Горном районном комитете в качестве препаратора и техника-рисовальщика.
В 1920 г. коллекция Амалицких была перевезена в петроградский Геологический музей. В следующем году Амалицкая стала научным сотрудником этого музея и занималась разбором и систематизацией архива своего мужа. В 1922—1923 гг. участвовала в экспедиции на Северную Двину с целью спасения оставленных там после начала войны материалов.
После создания в 1923 г. в Геологическом музее Северодвинской галереи стала главным хранителем и экскурсоводом этого отдела. По свидетельству Д. В. Наливкина, «много раз я водил своих учеников, студентов Горного института, смотреть эту экспозицию, неоднократно ходил один, чтобы понять этих поразительных животных, и каждый раз нас неизменно встречала всегда приветливая А. П. [Амалицкая]. Встречала и показывала экспонаты с таким увлечением и любовью, как будто собственных детей».
В 1930 г. коллекция была перемещена в только что созданный Палеозоологический институт АН СССР. Когда через несколько лет институт переехал в Москву, Амалицкая осталась в Ленинграде. Некоторое время работала каталогизатором при Геологическом институте, но вскоре вышла на пенсию.
Скончалась 23 апреля 1939 г. в Ленинграде, в Доме для престарелых учёных.

## Членство в организациях
- Санкт-Петербургское общество естествоиспытателей
- Русское палеонтологическое общество[7].
- Особая «Северодвинская комиссия» РАН[8]